# Michał Jan Nepomucen Leski
Michał Jan Nepomucen Leski herbu Gończ  – wicewojewoda malborski w latach 1744-1759, chorąży malborski w latach 1744-1759, podczaszy inflancki w latach 1733-1744.
Jako poseł na sejm konwokacyjny 1733 roku z województwa chełmińskiego był członkiem konfederacji generalnej zawiązanej 27 kwietnia 1733 roku na tym sejmie. Jako deputat podpisał pacta conventa Augusta III Sasa w 1733 roku.